# Koen Naert
Koen Naert, född 3 september 1989, är en friidrottare från Belgien. Han deltog vid olympiska sommarspelen 2016 och olympiska sommarspelen 2020.